# Liu Wang
Liu Wang (Chinees: 刘旺) (Shanxi, 25 maart 1969) is een Chinees ruimtevaarder. Hij werd in 1998 geselecteerd door de China National Space Administration.
Liu’s eerste en enige missie was Shenzhou 9 met een Lange Mars 2F-draagraket en vond plaats op 16 juni 2012. Het doel van de missie was om aan de ruimtemodule Tiangong 1 ("Hemels Paleis 1") te koppelen. 